# World Aquatics
World Aquatics, do roku 2022 Mezinárodní plavecká federace (FINA, francouzsky Fédération Internationale de Natation, anglicky International Swimming Federation) je mezinárodní sportovní federace sdružující národní svazy plaveckých sportů. Zastřešuje celosvětové aktivity bazénového plavání, dálkového plavání, skoků do vody, synchronizovaného plavání a vodního póla. Federace má sídlo ve švýcarském Lausanne.
Mezi roky 1936–1952 ve FINA zastupoval Československo Ing. Ladislav Hauptmann (někdy uváděn s jedním n jako Hauptman), který byl v letech 1946–1952 předsedou (sekretářem) technické komise skoků do vody a v letech 1948–1952 byl dokonce viceprezidentem FINA. V roce 1961 byl jmenován pro velké zásluhy čestným členem Mezinárodní plavecké federace.

## Historie
FINA byla založena 19. července 1908 v londýnském hotelu Manchester. Stalo se to na konci olympijských her 1908. Zakládajícími členy byly svazy Belgie, Velké Británie, Dánska, Finska, Francie, Německa, Maďarska a Švédska. Československo zastoupené Československým amatérským plaveckým svazem bylo do FINA přijato v roce 1919. Od roku 1993 je Česká republika zastoupena Českým svazem plaveckých sportů.

### Růst počtu členů
- 1908: 8
- 1928: 38
- 1958: 75
- 1978: 106
- 1988: 109
- 2000: 174
- 2010: 202
- 2018: 209

### Seznam prezidentů FINA
| Prezidenti FINA            | Prezidenti FINA | Prezidenti FINA |
| Jméno                      | Země            | Období          |
| -------------------------- | --------------- | --------------- |
| George Hearn               | Velká Británie  | 1908–1924       |
| Erik Bergvall              | Švédsko         | 1924–1928       |
| Émile-Georges Drigny       | Francie         | 1928–1932       |
| Walther Binner             | Německo         | 1932–1936       |
| Harold Fern                | Velká Británie  | 1936–1948       |
| Rene de Raeve              | Belgie          | 1948–1952       |
| M.L. Negri                 | Argentina       | 1952–1956       |
| Jan de Vries               | Nizozemsko      | 1956–1960       |
| Max Ritter                 | Německo         | 1960–1964       |
| William Berge Phillips     | Austrálie       | 1964–1968       |
| Javier Ostos Mora          | Mexiko          | 1968–1972       |
| Dr. Harold Henning         | USA             | 1972–1976       |
| Javier Ostos Mora          | Mexiko          | 1976–1980       |
| Ante Lambasa               | Jugoslávie      | 1980–1984       |
| Robert Helmick             | USA             | 1984–1988       |
| Mustapha Larfaoui          | Alžírsko        | 1988–2009       |
| Dr. Julio Maglione         | Uruguay         | 2009–2021       |
| Dr. Husain AHZ Al-Musallam | Kuvajt          | 2021–dosud      |
|                            |                 |                 |

## Členské svazy a kontinentální asociace
V lednu 2010 byla přijata Tonga jako 202. členská země. Členové jsou děleni podle geografické příslušnosti (s jistými výjimkami) do pěti kontinentálních asociací.
| Kontinent | Název asociace                         | Zkratka | Rok založení | Sídlo        | Počet členů |
| --------- | -------------------------------------- | ------- | ------------ | ------------ | ----------- |
| Evropa    | Ligue Européenne de Natation           | LEN     | 1927         | Lucemburk    | 51          |
| Asie      | Asian Amateur Swimming Federation      | AASF    | 1978         | Maskat, Omán | 43          |
| Afrika    | Confédération Africaine de Natation    | CANA    | 1978         | -            | 51          |
| Amerika   | Amateur Swimming Union of the Americas | ASUA    | 1948         | -            | 41          |
| Oceánie   | Oceania Swimming Association           | OSA     | 1991         | -            | 16          |

## Aktivity
Hlavními závody, které se konají pod patronací FINA jsou mistrovství světa, poprvé zavedeno v roce 1973 a mistrovství světa v krátkém bazénu pořádané od roku 1993 ve dvouletých intervalech. Dalšími závody, které FINA pořádá, jsou například Světový pohár, plavecké Grand Prix či mistrovství světa juniorů. Zástupci členských svazů se setkávají na pravidelných kongresech (ve dvouletých cyklech obyčejně během mistrovství světa), k projednání některých specifických problémů jsou svolávány i kongresy mimořádné. V rámci FINA pracuje řada komisí a výborů, které se zabývají technickými aspekty plaveckých sportů, bojem proti dopingu, rozvojem plavání a podobně.